# Cumella echinata
Cumella echinata är en kräftdjursart som beskrevs av Jones 1984. Cumella echinata ingår i släktet Cumella och familjen Nannastacidae. Inga underarter finns listade i Catalogue of Life.